# 杜父魚屬
杜父魚屬（Cottus）是杜父魚科的一個屬，含68個種，於1758年由卡尔·林奈描述，廣泛分佈於古北區和新北區的淡水水域中。其體型不大，很少超過15 cm（6英寸）。